# 옹동균
옹동균(邕東均, 1991년 11월 23일 ~ )은 대한민국의 축구 선수로 포지션은 수비수이다.

## 수상

### 클럽
전북 현대 모터스
- K리그1 : 우승 (2015)

이천시민축구단
- K3리그 어드밴스 : 준우승 (2018)